# Bakit
Bakit is een bestuurslaag in het regentschap Bangka Barat van de provincie Bangka-Belitung, Indonesië. Bakit telt 1669 inwoners (volkstelling 2010).